# 東京喫茶
『東京喫茶』（とうきょうきっさ）は、2001年10月17日にヤマハミュージックコミュニケーションズより発売されたcapsuleの3枚目のCDマキシシングルである（品番：YCDW-00005）。
capsule（現 CAPSULE）のデビューシングル『さくら』の発売20周年となる2021年3月28日からは、iTunes Storeや各種ストリーミングサービスでも配信されている。

## 楽曲について
1.東京喫茶
白浜久がギターで参加している。

## 収録曲について
全作曲：中田ヤスタカ
| #  | タイトル     | 作詞           | 作曲・編曲 | 時間 |
| -- | ------------ | -------------- | ---------- | ---- |
| 1. | 「東京喫茶」 | 中田ヤスタカ   |            | 4:48 |
| 2. | 「恋ノ花」   | 中田ヤスタカ   |            | 5:08 |
| 3. | 「まち惚け」 | こしじまとしこ |            | 4:10 |